# 한준호 (공무원)
한준호(韓埈皓 1945년 7월 4일~)는 대한민국의 행정관료, 교수, 정치인이다. 제4대 중소기업 청장(1999~2001), 제15대 한국전력공사 사장(2004~2007. 3.)을 지냈다.

## 학력
- 서울대학교 법학과 학사(1972년)
- 서울대학교 행정대학원 행정학 석사(1975년)
- 경희대학교 대학원 행정학 박사(2000년)

## 주요 경력
- 1971. 11. - 교통부 행정사무관
- 1973. 2. - 상공부 행정사무관
- 1978. 1. - 동력자원부 서기관
- 1988. 9. - 동력자원부 자원개발국 국장 겸 공보관
- 1992. 8. - 동력자원부 석유가스국 국장
- 1993. 3. - 상공자원부 자원정책심의관
- 1995. 12. - 통상산업부 자원정책심의관
- 1996. 6. - 통상산업부 자원정책실 실장
- 1998. 2. - 산업자원부 기획관리공보관
- 1998. 4. - 산업자원부 무역위원회 상임위원
- 1998. 9. - 산업자원부 기획관리실 실장
- 1999. 5. - 중소기업청 청장
- 2001. 5. 31. - 한국생산성본부 자문특보단 총재 겸 대표상무회 회장
- 2001. 6. 11. - 한국생산성본부 본부장
- 2002. 1. 31. - 대통령 비서실 예하 중소기업특별위원회 위원장
- 2004~2007. 3. - 한국전력공사 사장
- 2004. 3. - 제33대 대한민국 배구협회 회장
- 2004. 6. - 제20대 한국원자력산업회의 의장 겸 대표상무회장
- 2007. 9.~2010. 12. 삼천리 대표이사 부회장
- 2009. 3. - 한국무역협회 부회장
- 2010. 12. - 삼천리그룹 CEO 회장

## 가족
- 배우자: 민태희
- 자녀: 2남 1녀